# Diritto georgiano
Il diritto georgiano si basa sul civil law applicato in Georgia.

## Fonti del diritto

### Costituzione
L'articolo 6, paragrafo 1, afferma che la Costituzione è la norma fondamentale della Georgia e che le leggi devono rispettarla.

### Standard internazionali
I trattati e gli accordi internazionali conclusi dalla Georgia hanno un'autorità superiore rispetto agli standard nazionali purché siano conformi alla Costituzione. La legislazione e gli altri standard del diritto interno devono essere conformi agli standard internazionali, inclusi i principi del diritto internazionale universalmente riconosciuti.

### Legislazione
Il potere legislativo è conferito al Parlamento della Georgia.